# Plecturocebus
Plecturocebus é um gênero de primata da família Pitheciidae. Atualmente ainda se encontra em discussão sua validade taxonômica.

## Espécies

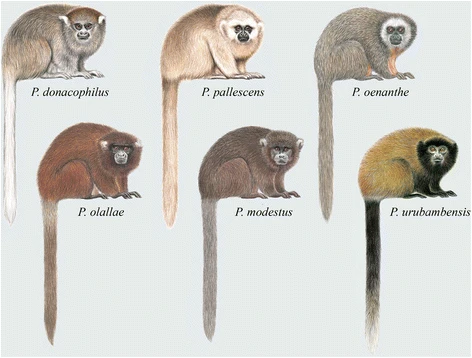
Espécies do grupo Plecturocebus donacophilus

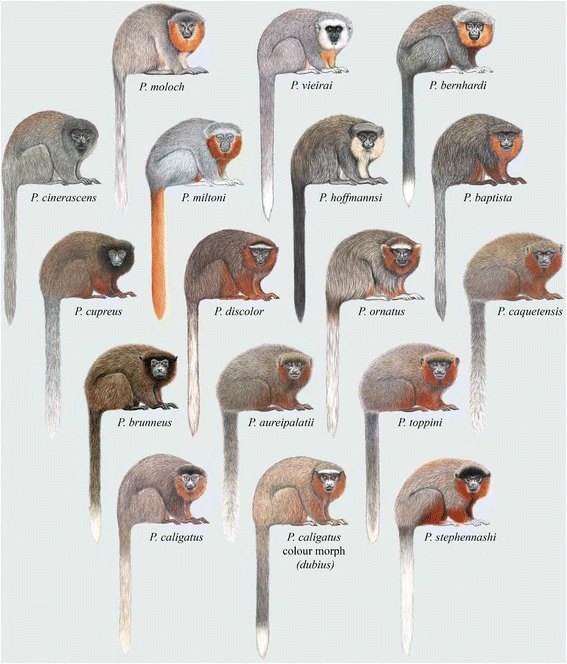
Espécies do grupo Plecturocebus moloch

Existem 25 espécies neste gênero:
- Grupo P. donacophilus
  - Plecturocebus donacophilus
  - Plecturocebus modestus
  - Plecturocebus oenanthe
  - Plecturocebus olallae
  - Plecturocebus pallescens
  - Plecturocebus urubambensis[3]
- Grupo P. moloch
  - Plecturocebus aureipalatii
  - Plecturocebus baptista
  - Plecturocebus bernhardi
  - Plecturocebus brunneus
  - Plecturocebus caligatus
  - Plecturocebus caquetensis
  - Plecturocebus cinerascens
  - Plecturocebus cupreus
  - Plecturocebus discolor
  - Plecturocebus dubius
  - Plecturocebus grovesi[4]
  - Plecturocebus hoffmannsi
  - Plecturocebus miltoni[5][6]
  - Plecturocebus moloch
  - Plecturocebus ornatus
  - Plecturocebus parecis[7]
  - Plecturocebus stephennashi
  - Plecturocebus toppini[3]
  - Plecturocebus vieirai[8]